# Bijje-Gåttere
Bijje-Gåttere är en sjö i Bergs kommun i Härjedalen och ingår i Ljungans huvudavrinningsområde. Sjön har en area på 0,554 kvadratkilometer och ligger 935,3 meter över havet.

## Delavrinningsområde
Bijje-Gåttere ingår i det delavrinningsområde (697866-133769) som SMHI kallar för Utloppet av Bijje-Gåttere. Medelhöjden är 976 meter över havet och ytan är 5,01 kvadratkilometer. Det finns inga avrinningsområden uppströms utan avrinningsområdet är högsta punkten. Vattendraget som avvattnar avrinningsområdet har biflödesordning 3, vilket innebär att vattnet flödar genom totalt 3 vattendrag innan det når havet efter 350 kilometer. Avrinningsområdet består mestadels av kalfjäll (88 procent). Avrinningsområdet har 0,62 kvadratkilometer vattenytor vilket ger det en sjöprocent på 12,3 procent.